# Lippersdorf-Erdmannsdorf
Lippersdorf-Erdmannsdorf là một đô thị thuộc huyện Saale-Holzland, trong bang Thüringen, Đức. Đô thị Lippersdorf-Erdmannsdorf có diện tích 9,97 km².